# نیسان دیزل شاهین فضایی
نیسان دیزل شاهین فضایی (Nissan Diesel Space Arrow) خودرویی است که از سال ۱۹۸۵ تا کنون تولید شده‌است. 
این خودرو در کلاس اتوبوس قرار گرفته و است. سیستم جعبه‌دندهٔ آن ۶ دنده به دو صورت خودکار و دستی است.

## نگارخانه

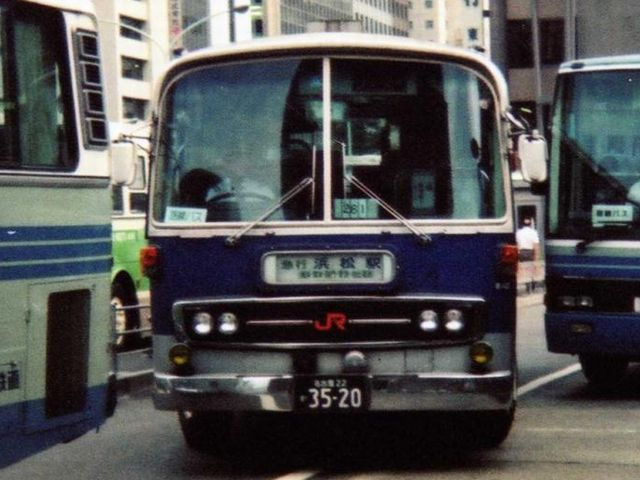